# Tantilla psittaca
Espèce
Statut de conservation UICN

 VU B1ab(iii) : Vulnérable
Tantilla psittaca  est une espèce de serpents de la famille des Colubridae.

## Répartition
Cette espèce est endémique du Nord-Est du Honduras.

## Publication originale
- McCranie, 2011 : A new species of Tantilla of the taeniata species group (Reptilia, Squamata, Colubridae, Colubrinae) from northeastern Honduras. Zootaxa, n. 3037, p. 37–44.